# LSD (álbum)
Labrinth, Sia & Diplo Present... LSD, também conhecido simplesmente como LSD, é o álbum de estreia do grupo musical LSD. Originalmente programado para ser lançado pela Columbia Records em 2 de novembro de 2018, foi adiado para 12 de abril de 2019.

## Histórico
LSD, composto pelo cantor e produtor inglês Labrinth, pela cantora e compositora australiana Sia e pelo DJ e produtor americano Diplo, foi anunciado em 11 de março de 2018 por Diplo após postar uma foto de um cassete com o logotipo do LSD em seu Instagram.

## Singles
"Genius" foi lançado em 3 de maio de 2018 como o primeiro single do álbum. Estreou nas rádios alternativas dos estados unidos em 19 de junho de 2018, e está presente  no jogo da EA Sports, FIFA 19.
"Audio" serviu como o segundo single do álbum. Foi lançado em 10 de maio de 2018.
O terceiro single, "Thunderclouds", foi lançado em 9 de agosto de 2018. Foi usado como tema principal da campanha promocional do Samsung Galaxy Note 9, sendo amplamente apresentado em partes dos anúncios da empresa, bem como no evento de divulgação em Nova York em 9 de agosto de 2018.
"Mountains" foi lançado como o quarto single do álbum em 1 de novembro de 2018.
"No New Friends" foi disponibilizado para download em 14 de março de 2019.

## Lista de músicas
Adaptado do iTunes.
| LSD            |                                     |                                                     |                                                                             |         |  |
| N.º            | Título                              | Compositor(es)                                      | Produtor(es)                                                                | Duração |  |
| 1.             | "Welcome to the Wonderful World Of" | Thomas Pentz Timothy McKenzie Sia Furler            | Diplo Labrinth                                                              | 1:56    |  |
| 2.             | "Angel in Your Eyes"                | Pentz McKenzie Furler                               | Diplo Labrinth Nathaniel Ledwidge                                           | 3:06    |  |
| 3.             | "Genius"                            | Pentz McKenzie Furler Philip Meckseper              | Diplo Labrinth Jr Blender Gustave Rudman [a]                                | 3:33    |  |
| 4.             | "Audio"                             | Diplo Labrinth King Henry Jr Blender [c] Rudman [a] | Diplo Labrinth King Henry Jr Blender [c] Rudman [a]                         | 3:24    |  |
| 5.             | "Thunderclouds"                     | Pentz McKenzie Furler Allen Meckseper               | Diplo Labrinth King Henry Jr Blender                                        | 3:07    |  |
| 6.             | "Mountains"                         | Pentz McKenzie Furler                               | Diplo Labrinth Ledwidge Rudman [a] Boaz van de Beatz [b] Yoda Francesco [a] | 3:14    |  |
| 7.             | "No New Friends"                    | Pentz McKenzie Furler Allen Meckseper               | Diplo Labrinth King Henry Jr Blender Ledwidge [a]                           | 2:55    |  |
| 8.             | "Heaven Can Wait"                   | Pentz McKenzie Furler Meckseper                     | Diplo Labrinth Jr Blender Ledwidge [a]                                      | 3:15    |  |
| 9.             | "It's Time"                         | Pentz McKenzie Furler                               | Diplo Labrinth                                                              | 3:29    |  |
| 10.            | "Genius" (Lil Wayne Remix)          | Pentz McKenzie Furler Meckseper Dwayne Carter Jr.   | Diplo Labrinth Jr Blender Rudman [a]                                        | 2:42    |  |
| Duração total: | Duração total:                      | Duração total:                                      | Duração total:                                                              | 30:41   |  |

- ↑[c]  significa um co-produtor.
- ↑[a]  significa um produtor adicional.

## Desempenho nas tabelas musicais
| Paradas (2019)                        | Melhor posição |
| ------------------------------------- | -------------- |
| Austrália (ARIA)                      | 49             |
| Áustria (Ö3 Austria Top 40)           | 29             |
| Bélgica (Ultratop Flandres)           | 72             |
| Bélgica (Ultratop Valônia)            | 66             |
| Canadá (Billboard)                    | 33             |
| República Tcheca (ČNS IFPI)           | 56             |
| Países Baixos (Dutch Charts)          | 16             |
| Finlândia (Suomen virallinen lista)   | 21             |
| França (SNEP)                         | 25             |
| Alemanha (Offizielle Deutsche Charts) | 49             |
| Irlanda (IRMA)                        | 45             |
| Itália (FIMI)                         | 53             |
| Nova Zelândia (RMNZ)                  | 35             |
| Noruega (VG-lista)                    | 10             |
| Escócia (Official Scottish Albums)    | 53             |
| South Korean Albums (Gaon)            | 90             |
| Espanha (PROMUSICAE)                  | 39             |
| Suécia (Sverigetopplistan)            | 17             |
| Suíça (Schweizer Hitparade)           | 24             |
| Reino Unido (UK Albums Chart)         | 44             |
| Estados Unidos (Billboard 200)        | 70             |

## Certificações
| Região | Certificação | Vendas   |
| --- | ------------ | -------- |
| Brasil (Pro-Música Brasil) | Platina      | 40.000 * |
| * números de vendas baseados somente em certificação ^ Embarques números com base apenas na certificação ‡vendas + números de streaming baseados somente na certificação |              |          |